# Memories of a Time to Come
Memories of a Time to Come (срп. Успомене на време које долази) је други компилацијски албум немачке пауер метал групе Блајнд гардијан. Објављен је 20. јануара 2012 године. Са изузетком "Sacred Worlds", све песме са прва два диска су прерађене, док су песме "The Bard's Song (In the Forest)", "Valhalla" и "And Then There Was Silence" поново снимљене. Трећи диск, који се налази једино у делукс издању, садржи разне демо снимке.

## Песме
Диск 1
1. "Imaginations from the Other Side" - 7:11
2. "Nightfall" - 5:34
3. "Ride into Obsession" - 4:46
4. "Somewhere Far Beyond" - 7:32
5. "Majesty" - 7:29
6. "Traveler in Time" - 6:01
7. "Follow the Blind" - 7:11
8. "The Last Candle" - 6:03

Диск 2
1. "Sacred Worlds" - 9:17
2. "This Will Never End" - 5:07
3. "Valhalla" - 5:13
4. "Bright Eyes" - 5:15
5. "Mirror Mirror" - 5:09
6. "The Bard's Song (In the Forest)" - 3:26
7. "The Bard's Song (The Hobbit)" - 3:41
8. "And Then There Was Silence" - 14:06

Диск 3
1. "Brian" - 2:41
2. "Halloween (The Wizard's Crown)" - 3:22
3. "Lucifer’s Heritage" - 4:36
4. "Symphonies of Doom" - 4:08
5. "Dead of the Night" - 3:33
6. "Majesty" - 7:31
7. "Trial by the Archon" - 1:45
8. "Battalions of Fear" - 6:09
9. "Run for the Night" - 3:36
10. "Lost in the Twilight Hall" - 6:02
11. "Tommyknockers" - 5:13
12. "Ashes to Ashes" - 6:00
13. "Time What Is Time" - 5:46
14. "A Past and Future Secret" - 3:48
15. "The Script for My Requiem" - 6:09